# Ребиндер, Борис Борисович
Борис Борисович Ребиндер (1776—1848) — генерал-майор, Астраханский комендант.

## Биография
Родился в 1776 году. В военную службу вступил в 1797 году в армейскую кавалерию.
Принимал участие в кампании 1806—1807 годов против французов в Восточной Пруссии, отличился в сражении при Прейсиш-Эйлау и был награждён орденом св. Анны 4-й степени.
В 1812—1814 годах Ребиндер принимал участие в Отечественной войне и последующих Заграничных походах. За отличие в 1813 году произведён майоры и награждён орденом св. Анны 2-й степени. 20 февраля 1814 года он получил золотую шпагу с надписью «За храбрость» и несколько позже произведён в подполковники. 26 ноября 1816 года он был награждён орденом св. Георгия 4-й степени (№ 3193 по кавалерскому списку Григоровича — Степанова).
В 1820 году Ребиндер был произведён в полковники и 6 декабря 1835 года в генерал-майоры. С этого времени и до самой своей смерти он находился на должности Астраханского коменданта (по другим данным в 1846 году вышел в отставку). В 1839 году награждён орденом св. Владимира 3-й степени.
Скончался в Астрахани 24 июля 1848 года.